# Pons sublicius
Pons sublicius (лат.: pons = „мост“, sublicae = „дървени колци“) е най-старият дървен мост на Рим.
Дървеният мост се е намирал над Тибър, вероятно близо до Бичи форум. Построен е през 7 век пр.н.е. от Анк Марций. Смятан за свещен, този мост е изцяло дървен – по силата на древна религиозна забрана в него няма никаква метална част и строителството и поддръжката му се осъществяват без употребата на метални и/или бронзови инструменти. По него минавала Виа Латина. Мостът е разрушаван многократно и отново построяван.
Хораций Кокъл защитава Pons sublicius сам през 509 или 508 пр.н.е. от етруските, водени от Ларс Порсена, които искат да поставят Тарквиний Горди отново на трона. Вероятно римляните събарят моста, за да не допуснат етруските в Рим. Ливий съобщава (2, 10, 3):
Qui positus in statione pontis, cum captum repentino impetu Ianiculum atque inde citatos decurrere hostes vidisset trepidamque turbam suorum arma ordinesque relinquere, reprehensans singulos, obsistens obtestansque deum et hominum fidem testabatur nequiquam deserto praesidio eos fugere: si transitum pontem a tergo reliquissent, iam plus hostium in Palatio Capitolioque quam in Ianiculo fore. Itaque monere, ut pontem ferro, igni, quacumque vi possent, interrumpant; se impetum hostium, quantum corpore uno posset obsisti, excepturum.
След това мостът е построен отново с по-различна конструкция – по-лесно да се разглобява и сглобява. През 69 пр.н.е. и 23 пр.н.е. е разрушен от наводнение и отново построен. Мостът е използван до 5 век, неговите остатъци са съществували до 19 век.
Гай Гракх също е водил битка на Pons sublicius и избягъл по него в близката горичка, където е убит. (Плутарх, Life of Gaius Gracchus).
Pons sublicius е стоял под закрилата на понтифекса. На Мартенските иди по него минава процесията от храма на Сервий Тулий и след това хвърля в Тибър статуите на противниците си, по стар етруски ритуал.
През 1919 г. е построен нов мост от архитект Marcello Piacentini на няколко метра по реката от мястото на стария мост с името Ponte Sublicio. Той свързва Piazza di Porta Portese в Трастевере с Piazza dell'Emporio в Тестацио.